# Roy Myrie
Roy Myrie Medrano (21 augustus 1982) is een Costa Ricaans voetballer die als verdediger speelt. Ook zijn jongere broer David Myrie is profvoetballer.

## Clubcarrière
In 2005 testte Myrie bij PSV Eindhoven. Hij geraakte er echter geblesseerd, waardoor hij werd teruggestuurd naar zijn club LD Alajuelense in Costa Rica. In juni 2008 tekende hij een eenjarig contract bij KAA Gent, waar hij zijn vroegere ploeggenoot Bryan Ruiz terugvond.

### KAA Gent
In de heenronde van het seizoen 2008-2009 was Myrie al meteen een vaste waarde en hij viel direct op door zijn dribbel. Na de winterstop blesseerde hij zich al snel aan zijn knie en er volgde een lange revalidatie. Hij miste de voorbereiding en de eerste acht wedstrijden van het seizoen 2009/2010. Hij maakte weer zijn opwachting in de thuismatch tegen KVC Westerlo. Hij speelde de wedstrijd uit en dat was ook daaropvolgende match het geval. Kort daarna blesseerde hij zich opnieuw en het duurde drie maanden voor hij weer een match speelde. Eind 2009 mocht hij na 80 minuten invallen tegen SV Roeselare. Na die match werd hij zoals vanouds weer basisspeler. Maar Myrie bleef pech hebben: begin januari 2011 blesseerde hij zich opnieuw aan de knie en stond hij weer maanden aan de kant.

## Interlandcarrière
Myrie heeft tot dusver 23 wedstrijden gespeeld voor het nationale team van Costa Rica. Zijn debuut maakte hij in een vriendschappelijke wedstrijd tegen Ecuador op 16 februari 2005. Hij speelde in alle vier matchen en scoorde twee maal bij de strijd om de UNCAF Nations Cup 2005. Myrie maakte deel uit van de nationale ploeg van Costa Rica op de Olympische Spelen 2004 in Athene.

## Clubstatistieken
| seizoen | club                    | land       | competitie         | duels | goals |
| ------- | ----------------------- | ---------- | ------------------ | ----- | ----- |
| 2001/02 | Alajuelense             | Costa Rica | Primera División   | 2     | 0     |
| 2002/03 | Alajuelense             | Costa Rica | Primera División   | 8     | 0     |
| 2003/04 | Alajuelense             | Costa Rica | Primera División   | 0     | 0     |
| 2004/05 | Alajuelense             | Costa Rica | Primera División   | 7     | 0     |
| 2005/06 | Alajuelense             | Costa Rica | Primera División   | 16    | 0     |
| 2006/07 | Alajuelense             | Costa Rica | Primera División   | 23    | 4     |
| 2007/08 | Alajuelense             | Costa Rica | Primera División   | 19    | 2     |
| 2008/09 | KAA Gent                | België     | Jupiler Pro League | 19    | 1     |
| 2009/10 | KAA Gent                | België     | Jupiler Pro League | 10    | 0     |
| 2010/11 | KAA Gent                | België     | Jupiler Pro League | 3     | 0     |
| 2011/12 | KAA Gent                | België     | Jupiler Pro League | 0     | 0     |
| 2012/13 | CS Uruguay de Coronado  | Costa Rica | Primera División   | 9     | 0     |
| 2013/14 | Belén FC                | Costa Rica | Primera División   |       |       |
| 2014/15 | Municipal Pérez Zeledón | Costa Rica | Primera División   |       |       |
| Totaal  | Totaal                  | Totaal     | Totaal             | 113   | 7     |